# 滋賀報知新聞
座標: 北緯35度6分26.5秒 東経136度11分15.1秒 / 北緯35.107361度 東経136.187528度
滋賀報知新聞（しがほうちしんぶん）とは、滋賀県において株式会社滋賀報知新聞社が発行している地域新聞（フリーペーパー）である。日本新聞協会には非加盟。

## 概要
1957年に創刊。地域に密着したニュース・生活情報を提供している。東近江市に中部本社、大津市に大津本社、栗東市に湖南本社、東京都中央区に東京本社を置く。読売グループのスポーツ紙『スポーツ報知』を発行している報知新聞社との資本関係は一切ない。
2019年7月からは、全国のコンビニエンスストアに設置されているマルチコピー機で紙面を印刷・購入できるサービスを開始した。

## 発行
滋賀報知新聞および関連紙の発行形態、配布地域、発行部数のデータは以下の通り。
- 滋賀報知新聞 - 日刊、東近江市（八日市・永源寺・一部、湖東・愛東地区）21,000部
- 五個荘・能登川版 - 週3回刊（水・金・土）、東近江市（五個荘町・能登川地区）9,000部
- 愛知ニュース - 週刊（金曜日）、東近江市（湖東・愛東地区一部）・愛荘町、5,000部
- 蒲生ニュース - 週3回刊（火・木・土）、東近江市（蒲生地区）13,300部
- 八幡特報 - 週3回刊（火・木・土）、近江八幡市、23,800部
- 大津市民ニュース - 週刊（木曜日）、大津市、35,000部
- 草津市民ニュース - 週刊（木曜日）、草津市、17,500部
- 湖南特報 - 週刊（木曜日）、湖南市、11,300部
- 栗東・守山特報 - 週刊（木曜日）、栗東市・守山市、15,000部
- 野洲市民ニュース - 週刊（木曜日）、野洲市、9,400部
- 甲賀特報 - 週刊（木曜日）、甲賀市（水口地区）8,600部
- 彦根市民ニュース - 週刊（金曜日）、彦根市、24,000部
- 長浜市民ニュース - 週刊（金曜日）、長浜市（旧長浜市地区）12,000部
- 高島特報 - 週刊（金曜日）、高島市、8,000部
- 報知写真新聞 - 週刊（金曜日）、東近江市（八日市・永源寺・一部、湖東・愛東地区）21,000部